# Les Roltronics
 (décembre 2022).
Si vous disposez d'ouvrages ou d'articles de référence ou si vous connaissez des sites web de qualité traitant du thème abordé ici, merci de compléter l'article en donnant les références utiles à sa vérifiabilité et en les liant à la section « Notes et références ».
Les Roltronics (RollBots) est une série télévisée d'animation canadienne en 26 épisodes de 22 minutes et diffusée entre le 7 février 2009 et le 5 juin 2010 sur YTV.
En France, elle a été diffusée sur Canal J[réf. souhaitée].

## Synopsis
Des robots se transforment en boules pour rouler à des vitesses ultra-rapides sur les circuits de Flipville, un monde où vivent onze clans de robots aux caractéristiques techniques différentes.

## Distribution
- Véronique Marchand : Rob
- Noémie P. Charbonneau : Ema
- Alexis Plante : Orbit
- Denis Roy : Capitaine Malabar
- Geneviève Désilets : Manx
- Hugolin Chevrette : Spin
- Philippe Martin : Macro
- Claudia-Laurie Corbeil : TK
- Nicholas Savard L'Herbier : Mastoc
- Yves Soutière : Vortex
- Catherine De Sève : Dr. Bot
- Aurélie Morgane : Bettie